# Johan Brännberg
Johan Brännberg, född 1 oktober 1987, är en svensk tidigare handbollsspelare (mittnia). Han är son till handbollstränaren Tore Brännberg.

## Karriär
Johan Brännberg började sin karriär i IK Baltichov. När han var 16 år gick han till Redbergslids IK. Där var han som junior med och vann Partille Cup och ett SM-guld för juniorer med årsklassen 1986/1987. Efter att spelat två och ett halvt år i RIK:s A-lag blev han i januari 2008 värvad till IF Hallby. Under säsongen 2008/09 växte han fram som Hallbys stora stjärna. Detta uppmärksammades av elitklubbar och inför säsongen 09/10 skrev Brännberg ett tvåårskontrakt med lundalaget H43.
Han spelade där till 2012 men då H43 hade ekonomiska svårigheter släppte de sina spelare fria och då gick Brännberg till Hästö IF i Karlskrona. Från och med den 27 januari 2012 spelade han för Hästö IF i Allsvenskan.
Sommaren 2013 lämnade han Hästö och gick till VästeråsIrsta HF. Efter två säsonger i Västerås avslutade Brännberg handbollskarriären.
Våren 2016 skrevs Brännberg in i IFK Karlskronas trupp i Division 2 Södra, som förstärkning vid eventuella skador, men han spelade aldrig någon match.

## Klubbar
Som ungdom
- IK Baltichov (–2003)
- Redbergslids IK (2003–2006)

Som senior
- Redbergslids IK (2006–2008)
- IF Hallby (2008–2009)
- H43 Lund (2009–2012)
- Hästö IF (2012–2013)
- VästeråsIrsta HF (2013–2015)
- IFK Karlskrona (2016)

## Meriter
- JSM-guld 2005 med Redbergslids IK:s juniorlag